# Dasineura similis
Dasineura similis är en tvåvingeart som först beskrevs av Löw 1888.  Dasineura similis ingår i släktet Dasineura och familjen gallmyggor. Inga underarter finns listade i Catalogue of Life.